# Vladímir Sorokin
Vladímir Gueórguievitx Sorokin (rus: Владимир Георгиевич Сорокин, nascut el 7 agost de 1955 en Bykovo, Moscou) és un escriptor i dramaturg  rus postmodern, un dels més populars de la literatura russa contemporània. Sorokin viu entre Moscou i Berlín.
Les seves obres segueixen diferents gèneres, des del thriller fins a la distopia passant pels guions per al cinema, però sempre generen debat en els mitjans russos, sobretot amb l'apparàtxik rus, en tractar temes com el totalitarisme i tabús socials (droga, canibalisme, homosexualitat, coprofàgia), i ha estat criticat pel règim de Putin. Alguns dels seus llibres van ser destruïts per membres del moviment Naixi ("Els nostres"), favorable a Putin.